# بوئینگ مدل ۲۰۴
بوئینگ مدل ۲۰۴ (به انگلیسی: Boeing Model 204) یک هواپیمای ساختِ بوئینگ در کشور ایالات متحده آمریکا است.